# Quilengues
Quilengues è un municipio dell'Angola appartenente alla provincia di Huíla. Ha 113.825 abitanti (stima del 2006).